# Ulisse Munari
Pour les articles homonymes, voir Munari.
Ulisse Munari (né en 1960) est un astronome italien.

## Biographie
Ulisse Munari est professeur d'astronomie à l'université de Padoue et travaille à l'observatoire d'Asiago. Il est membre de l'équipe RAdial Velocity Experiment (RAVE), un balayage (survey) de l'ensemble du ciel qui utilise le télescope de Schmidt britannique de 1,2 m situé en Australie, et travaille également sur la future mission Gaïa.
C'est un découvreur prolifique d'astéroïdes. Il en a codécouvert 49, dont 46 avec Maura Tombelli.
L'astéroïde (7599) Munari porte son nom.

## Astéroïdes découverts
| Astéroïdes découverts : 49                       | Astéroïdes découverts : 49 |
| ------------------------------------------------ | -------------------------- |
| (7679) Asiago [1]                                | 15 février 1996            |
| (7715) Leonidarosino [1]                         | 14 février 1996            |
| (7794) Sanvito [1]                               | 15 janvier 1996            |
| (7847) Mattiaorsi [1]                            | 14 février 1996            |
| (7900) Portule [1]                               | 14 février 1996            |
| (8925) Boattini [1]                              | 14 février 1996            |
| (8944) Ortigara [1]                              | 30 janvier 1997            |
| (9425) Marconcini [1]                            | 14 février 1996            |
| (9426) Aliante [1]                               | 14 février 1996            |
| (9427) Righini [1]                               | 14 février 1996            |
| (9897) Malerba [1]                               | 14 février 1996            |
| (10176) Gaiavettori [1]                          | 14 février 1996            |
| (10198) Pinelli [1]                              | 6 décembre 1996            |
| (11348) Allegra [1]                              | 30 janvier 1997            |
| (12033) Anselmo [1]                              | 31 janvier 1997            |
| (12433) Barbieri [1]                             | 15 janvier 1996            |
| (12811) Rigonistern [1]                          | 14 février 1996            |
| (12812) Cioni [1]                                | 14 février 1996            |
| (12813) Paolapaolini [1]                         | 14 février 1996            |
| (12814) Vittorio [1]                             | 13 février 1996            |
| (13174) Timossi [1]                              | 14 février 1996            |
| (13638) Fiorenza [1]                             | 14 février 1996            |
| (14061) Nagincox [1]                             | 13 février 1996            |
| (14062) Cremaschini [1]                          | 14 février 1996            |
| (14947) Luigibussolino [1]                       | 15 janvier 1996            |
| (15005) Guerriero [1]                            | 7 décembre 1997            |
| (15375) Laetitiafoglia [1]                       | 30 janvier 1997            |
| (15853) Benedettafoglia [1]                      | 16 janvier 1996            |
| (15855) Mariasalvatore [1]                       | 14 février 1996            |
| (20195) Mariovinci [1]                           | 30 janvier 1997            |
| (23608) Alpiapuane [1]                           | 15 janvier 1996            |
| (24857) Sperello [1]                             | 15 janvier 1996            |
| (27094) Salgari [2]                              | 25 octobre 1998            |
| (27095) Girardiwanda [2]                         | 25 octobre 1998            |
| (27923) Dimitribartolini [1]                     | 4 décembre 1996            |
| (29363) Ghigabartolini [1]                       | 14 février 1996            |
| (29547) Yurimazzanti [1]                         | 25 janvier 1998            |
| (31091) Bettiventicinque [1]                     | 30 janvier 1997            |
| (35444) Giuliamarconcini [1]                     | 25 janvier 1998            |
| (35465) Emilianoricci [1]                        | 27 février 1998            |
| (37835) Darioconsigli [1]                        | 25 janvier 1998            |
| (37836) Simoneterreni [1]                        | 25 janvier 1998            |
| (42775) Bianchini [2]                            | 26 octobre 1998            |
| (43923) 1996 CX8 [1]                             | 14 février 1996            |
| (46701) 1997 CP29 [1]                            | 7 février 1997             |
| (85368) 1996 CQ7 [1]                             | 14 février 1996            |
| (85515) 1997 UT24 [1]                            | 26 octobre 1997            |
| (118233) 1997 BX6 [1]                            | 30 janvier 1997            |
| (136848) 1998 BF44 [1]                           | 25 janvier 1998            |
| 1. avec Maura Tombelli 2. avec Flavio Castellani |                            |